# اتحاد القوى الشعبية العاملة- الحركة التصحيحية
اتحاد القوى الشعبية العاملة – الحركة التصحيحية أو UWPF-CM أو الحركة التصحيحية الناصرية – NCM كان حزبًا سياسيًا ناصريًا في لبنان، كان نشطًا خلال الحرب الأهلية اللبنانية (1975–1990).

## أصول
تأسس الحزب بقيادة عصام العرب [الإنجليزية] بعد انشقاقه عن اتحاد القوى الشعبية العاملة في أكتوبر 1974. وإلى جانب عصام العرب، كان من بين مؤسسي المجموعة فؤاد عيتاني وسميح حمادة.
انضم الحزب إلى الحركة الوطنية اللبنانية، في حين انفصل الحزب الأم، اتحاد القوى الشعبية العاملة، عن الحركة الوطنية اللبنانية حيث وقف إلى جانب الحكومة السورية.

## الهيكل والتنظيم العسكري
مثل الأحزاب الناصرية اللبنانية الأخرى، كان لدى الحركة التصحيحية الناصرية ميليشيا خاصة بها، قوات ناصر أو قوات ناصر بالفرنسية، التي أعلن عن تشكيلها في 15 أبريل، 1975. وكان الحزب وجناحه العسكري يحظى بدعم مالي وعسكري من قبل الحكومة ليبيا.

## الحركة التصحيحية الناصرية في الحرب الأهلية اللبنانية
على الرغم من صغر حجمها، شاركت قوات عبد الناصر في القتال في بيروت، في معركة الفنادق، الشياح، على محور رأس النبي - السوديكو، عند الخندق الغميق وكذلك في المعارك. في جبل لبنان (عاليه، قماطية، بدادون).
ومع ذلك، توترت العلاقات مع شركائها في ائتلاف الحركة الوطنية اللبنانية إلى درجة أن قوات ناصر قاتلت الأحزاب الناصرية المنافسة مثل المرابطون في نوفمبر 1975 للسيطرة على منطقة الكرنتينا في شرق بيروت.
تعرض الحزب للانقسام في عام 1978. وفي مؤتمر استثنائي حدث خلاف بين العرب الذي دافع عن التحالف مع حكومتي العراق وليبيا، ومعارضيه وعلى رأسهم حسن القبيسي. وفي 23 يوليو 1978، أُعلن طرد العرب من الحزب، وعُين القبيسي أميناً عاماً جديداً للحزب.
وواصلت قوات ناصر مواجهة ميليشيات الجبهة اللبنانية المسيحية اليمينية بين عامي 1978 و1982 بعد الغزو الإسرائيلي للبنان عام 1982 ورحيل منظمة التحرير الفلسطينية، توارت قوات ناصر تحت الأرض ومن المفترض أنها حولت نفسها إلى جماعة مقاومة سرية.